# 福智学
福智学（ふくち まなぶ、1967年2月4日 - ）は、茨城県出身のオートバイロードレースレーサー。

## 来歴

### ノービス時代
- 1986年 SP忠男よりノービスF3に参戦。同年F3チャンピオンタイトル取得。少年キングSP忠男RTより、鈴鹿4時間耐久出場3位。

### 全日本選手権時代
- 1987年 全日本RRジュニア250CCクラス・TTF3クラス ダブルエントリーフル参戦。
- 1988年 全日本RRジュニア250CCクラスフル参戦。ランキング3位。
- 1989年 YAMAHAワークスと契約。全日本RR国際A級F3クラスフル参戦。同年最終戦よりキリンメッツRTヤマハとして出場。国際A級F3ランキング3位。
- 1990年 キリンメッツRTヤマハより全日本RR国際A級250CCクラスフル参戦。マシン/TZ250改 ランキング15位。
- 1991年 キリンメッツRTヤマハより全日本RR国際A級250CCクラスフル参戦。マシン/TZ250改 ランキング16位。
- 1992年 YAMAHA TZ250開発ライダーに抜擢。YAMAHAワークスマシンYZR250と同等のタイムを出しながら、結果に繋がらず。全日本RR国際A級 ランキング8位
- 1993年 YAMAHA TZ250開発。全日本RR国際A級 ランキング7位。

### 四輪への転向
二輪レースを引退後、趣味程度で国内の耐久レースに参戦していた。
2009年、国内トップクラスの四輪レースへの参戦に向け準備中。